# 목욕당
목욕당(沐浴黨)은 2009년 4월 19일 대한민국의 정당인 한나라당, 민주당, 창조한국당, 자유선진당, 친박연대의 국회의원 구성으로 만들어진 친목 모임이다. 이 모임이 만들어진 계기는 모임이 만들어지기 한 달여 전인 2009년 3월 '국회 목욕탕에서 자주 만나는 여야 의원들이 물밑대화의 창구 역할을 맡으면서 정치를 부드럽게 해보자는 취지로 만들어보겠다'라고 한 것이 만들어진 계기라고 한다.

## 구성원
- 공동대표 - 안상수(한나라당), 최인기(민주당)
- 당 대표 비서 실장 - 김용태(한나라당)
- 당 정책 조정 실장 - 최규성(민주당)
- 당원 자격 심사 위원장 - 송광호(한나라당)
- 홍보위원장 - 김성조(한나라당)
- 공동 대변인 - 장세환(민주당), 김기현(한나라당)
- 조직 강화 위원장 - 주호영(한나라당)
- 당내 고충 상담 위원장 - 정하균(친박연대)
- 탈당 방지 위원장 - 전병헌(민주당)
- 목욕당 연구소장 - 이용경(창조한국당)
- 사우나 대표 - 김정훈(한나라당)
- 사우나 부대표 - 현기환(한나라당)
- 사우나 환경 조성 추진 위원장 - 조전혁(한나라당)
- 사우나 환경 조성 추진 부위원장 - 홍장표(한나라당)
- 수면실장 - 신학용(민주당)
- 수면실 부실장 - 정양석(한나라당)
- 건강 트레이닝 위원장 - 황영철(한나라당)
- 체력단련실 실장 - 강석호(한나라당)
- 체력단련 연구 실장 - 김충환(한나라당)
- 탕내 윤리 위원장 - 신지호(한나라당)
- 탕내 분쟁 조정 위원장 - 유선호(민주당)
- 탕내 전략기획실장 - 서종표(민주당)
- 탕내 적정 온도 조절 위원장 - 원혜영(민주당)
- 탕내 적정 온도 유지 위원장 - 권영세(한나라당)
- 탕내 수압 조절 위원장 - 정몽준(한나라당)
- 탕내 시설 관리 위원장 - 박종희(한나라당)
- 탕밖 시설 관리 위원장 - 이철우(한나라당)
- 대량살상무기 탕내 반입 저지위원장 - 문학진(민주당)
- 안전사고 방지 위원장 - 이상민(자유선진당)
- 안전사고 방지 부위원장 - 김창수(자유선진당)
- 탈의실 복지 위원장 - 이학재(한나라당)
- 타올 품질관리 실장 - 임영호(자유선진당)
- 샤워실장 - 김재균(민주당)
- 수질 검사 위원장 - 강기정(민주당)
- 냉온탕 온도유지 위원장 - 최연희(무소속)
- 냉온탕 수위 조절 위원장 - 진영(한나라당)
- 냉온탕 교류 위원장 - 박병석(민주당)
- 온탕 대표 - 구상찬(한나라당)
- 냉탕 대표 - 최재성(민주당)
- 온탕 조절 위원회 제1위원장 - 김선동(한나라당)
- 온탕 조절 위원회 제2위원장 - 권영진(한나라당)
- 냉탕 조절 위원회 제1위원장 - 이종혁(한나라당)
- 냉탕 조절 위원회 제2위원장 - 이진복(한나라당)
- 온탕 연구 위원장 - 서상기(한나라당)
- 냉탕 연구 위원장 - 유재중(한나라당)
- 여탕친선 교류협의회장 - 김성회(한나라당)